# El Garrobo
El Garrobo è un comune spagnolo di 757 abitanti situato nella comunità autonoma dell'Andalusia.